# Djurgårdens IF
A Djurgårdens IF, teljes nevén Djurgårdens Idrottsförening egy svéd sportklub. A klubot 1891-ben alapították, jelenleg több mint tíz szakosztálya van. Ezek közül a legismertebb a jégkorong-, valamint a labdarúgó-szekció, 16, illetve 7 bajnoki címmel.
Az összes szakosztály együttvéve 2009-ig 411 bajnoki címet szerzett.

## Főbb szakosztályok
- Djurgårdens IF Fotboll - Labdarúgó-szakosztály
- Djurgårdens IF Hockey - Jégkorong

## Egyéb szakosztályok
- Djurgårdens IF Dam - női labdarúgás
- Djurgårdens IF Amerikansk fotboll - Amerikai futball
- Djurgårdens IF Bandy - Bandy
- Djurgårdens IF Bordtennis - Asztalitenisz
- Djurgårdens IF Bowling - Bowling
- Djurgårdens IF Boxning - Ökölvívás
- Djurgårdens IF Brottning - Birkózás
- Djurgårdens IF Cykel - Kerékpározás
- Djurgårdens IF Friidrott - Atlétika
- Djurgårdens IF Fäktning - Vívás
- Djurgårdens IF Golf - Golf
- Djurgårdens IF Handboll - Kézilabda
- Djurgårdens IF Handikappfotboll - Hendikep-labdarúgás
- Djurgårdens IF Innebandy - Floorball
- Djurgårdens IF Konståkning - Műkorcsolya
- Djurgårdens IF Slalom - Műlesiklás